# Egiptopitec
L'egiptopitec (Aegyptopithecus zeuxis) és un fòssil primerenc dels catarrins que va precedir la divergència entre els homínids i la resta de simis. És l'única espècie coneguda del gènere Aegyptopithecus.

## Morfologia
Era una espècie amb fórmula dental 2:1:2:3 tant en la mandíbula superior com la inferior.
Els molars mostren una adaptació anomenada de compartimentació.
Els ullals d'aquesta espècie eren sexualment dimòrfics.
Pesava uns 6,7 kg.
Compartia característiques amb els haplorrins, com la mandíbula fusionada, símfisi frontal i clausura postorbital.
Era un quadrúpede arbori.

## Dieta
Per la morfologia dental, es pot deduir que menjava fruites i que les fulles eren una part important de la seva dieta.